# Profesionalen Basketbolen klub Lokomotiv Sofia
Il P.B.K. Lokomotiv Sofia è una società cestistica avente sede a Sofia, in Bulgaria. Fondata nel 1936, gioca nel campionato bulgaro.
Fa parte della polisportiva Lokomotiv Sofia, la cui sezione di pallacanestro comprende sia la formazione maschile che quella femminile.
Disputa le partite interne nella Universiada Hall, che ha una capacità di 3.000 spettatori.

## Palmarès
- Campionato bulgaro: 6

1943, 1947-48, 1954-55, 1960-61, 1963-64, 1965-66
- Coppa di Bulgaria: 2

1956, 1966